# Kulturåret 1828

## Händelser
- 29 februari – Operan La Muette de Portici (Den stumma från Portici) av François Auber har premiär i Paris.

## Nya verk
- Chronicles of the Canongate av Walter Scott (svensk översättning Kanongatans krönika samma år)
- Teckningar utur hvardagslifvet av Fredrika Bremer

## Födda
- 3 januari – Karl Collan (död 1871), finländsk tonsättare och skriftställare.
- 6 januari – Herman Grimm (död 1901), tysk författare och konsthistoriker.
- 20 januari – Johanna Sundberg (död 1910), svensk ballerina.
- 8 februari – Jules Verne (död 1905), fransk författare.
- 3 februari – Carl d'Unker (död 1866), svensk målare.
- 2 mars – Frans Hedberg (död 1908), svensk författare.
- 20 mars – Henrik Ibsen (död 1906), norsk dramatiker och författare.
- 27 mars – Georg Bleibtreu (död 1892), tysk konstnär.
- 29 mars – Johan Edvard Bergh (död 1880), svensk jurist och landskapsmålare.
- 12 maj – Dante Gabriel Rossetti (död 1882), brittisk målare och poet.
- 19 juni – Mór Than (död 1899), ungersk konstnär.
- 18 juli – Karl Georg Starbäck (död 1885), svensk historiker och romanförfattare.
- 6 augusti – Lotten von Kraemer (död 1912), svensk författare.
- 17 augusti – Maria Deraismes (död 1894), fransk dramatiker, journalist och kvinnoaktivist.
- 9 september – Lev Tolstoj (död 1910), rysk författare.
- 11 september – Carl Eneas Sjöstrand (död 1905), svensk skulptör.
- 7 november – Paul Baudry (död 1886), fransk målare inom akademismen.
- 5 december – Axel Nordgren (död 1888), svensk konstnär.
- 18 december – Viktor Rydberg (död 1895), svensk författare.
- okänt datum – Frederic George Stephens (död 1907), brittisk målare och konstskribent.

## Avlidna
- 4 mars – Erik Sjöberg (född 1794), svensk poet och författare.
- 26 mars – Elisabeth Olin (född 1740), svensk sångare.
- 25 september – Charlotte Seuerling (född 1782 eller 1784), svensk sångare, musiker och poet.
- 19 november – Franz Schubert (född 1797), österrikisk tonsättare.
- 9 december – Axel Fredrik Cederholm (född 1780), svensk skådespelare, operasångare och konstnär.